# Solenozophyllaria caporolensis
Solenozophyllaria caporolensis är en mångfotingart som beskrevs av Kraus 1958. Solenozophyllaria caporolensis ingår i släktet Solenozophyllaria och familjen Odontopygidae. Inga underarter finns listade i Catalogue of Life.